# Corindó
El corindó és un mineral de la classe dels òxids. Anomenat corinvindum el 1725 per John Woodward derivat del sànscrit korivinda. Richard Kirwan va ser el primer a fer servir el terme actual corundum (en anglès) l'any 1794. Pertany al grup de l'hematites de minerals, també anomenat de vegades grup del corindó. És l'anàleg d'alumini de l'eskolaïta, l'hematites i la karelianita.

## Característiques

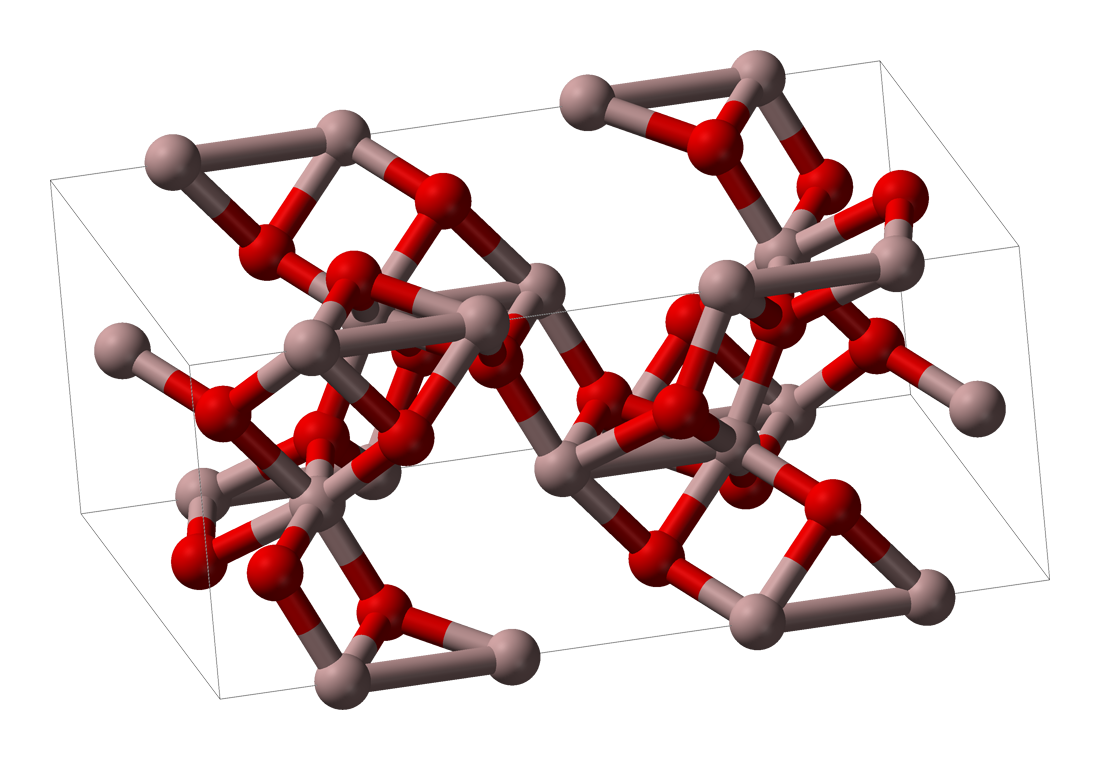
Estructura cristal·lina del corindó

El corindó és l'òxid d'alumini cristal·litzat en el sistema romboèdric. L'absència d'una exfoliació fàcil i la, seva duresa només superada pel diamant, fan que aquest mineral sigui un dels més resistents de l'escorça terrestre.

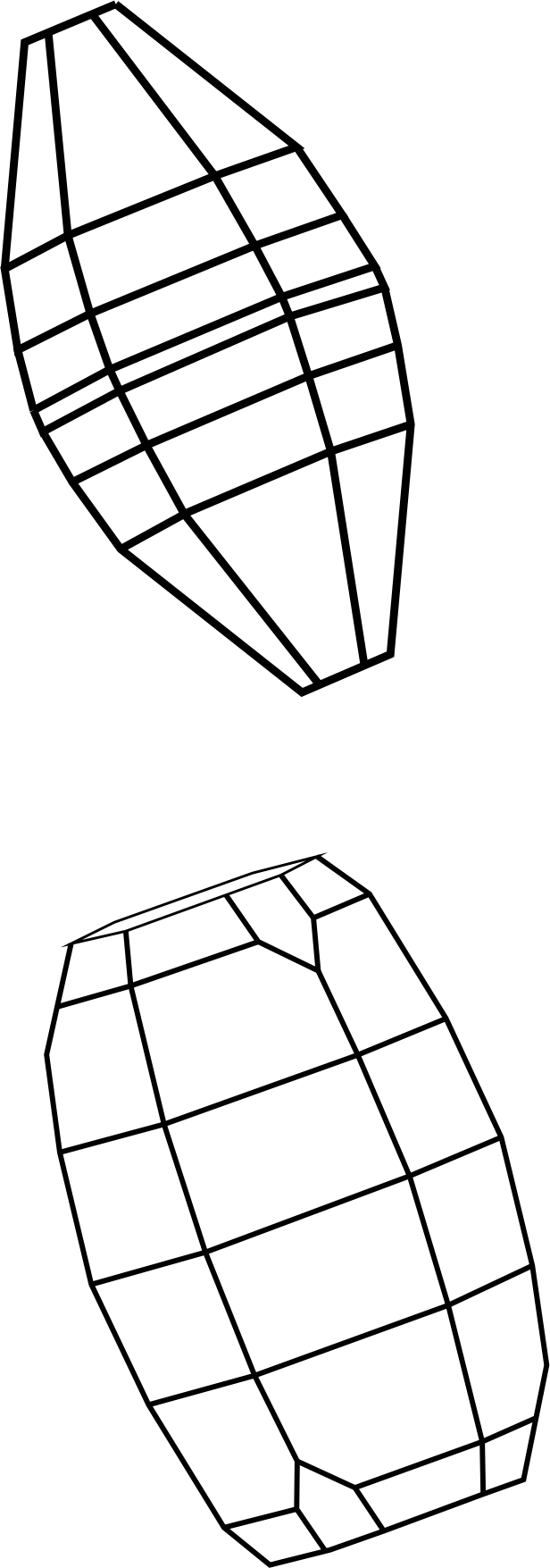
Selecció d'hàbits del corindó

Cristal·litza en el sistema trigonal, formant cristalls hexagonals prismàtics, tabulars, bipiramidals o toneliformes (amb forma de bóta). És de tenacitat fràgil i amb prou feines té exfoliació, la seva fractura és concoidal i és el segon pel que fa a la duresa després del diamant a l'escala de Mohs. Es presenta en una gran varietat de colors atenent a les impureses que tingui: incolor, blanc, gris, marró, vermell, groc, verd, blau o violeta, per exemple. Té lluentor vítria.

## Classificació
Segons la classificació de Nickel-Strunz, el corindó pertany a «04.CB: Òxids amb proporció metall:oxigen = 2:3, 3:5, i similars, amb cations de mida mitjana» juntament amb els següents minerals: brizziïta, ecandrewsita, eskolaïta, geikielita, hematites, ilmenita, karelianita, melanostibita, pirofanita, akimotoïta, romanita, tistarita, avicennita, bixbyita, armalcolita, pseudobrookita, mongshanita, zincohögbomita-2N2S, zincohögbomita-2N6S, magnesiohögbomita-6N6S, magnesiohögbomita-2N3S, magnesiohögbomita-2N2S, ferrohögbomita-2N2S, pseudorútil, kleberita, berdesinskiïta, oxivanita, olkhonskita, schreyerita, kamiokita, nolanita, rinmanita, iseïta, majindeïta, claudetita, estibioclaudetita, arsenolita, senarmontita, valentinita, bismita, esferobismoïta, sil·lenita, kyzylkumita i tietaiyangita.

## Formació i jaciments
Es troba en la natura en forma de cristalls, normalment, en pegmatites, amfibolites, peridotites, gneis o marbres, i menys comunament en roques volcàniques. En forma amorfa, apareix com escòria en el procés d'unió de riells de ferrocarril mitjançant soldadura aluminotèrmica.
El corindó es troba com a mineral en esquists micàcis, gneiss, i alguns marbres. També es troba en sienites pobres en silice i sienites nefelíniques (ambdues roques intrusives). Pot aparèixer també en masses adjacents a intrusions ultramàfiques associades a dics de lampròfir, i també apareix en forma de cristalls grossos en pegmatites. Freqüentment també es trobe en materials detrítics en rius i platges a conseqüència de la seva duresa i resistència a la meteorització.
El corindó s'extreu de mines per a ser utilitzat com a abrasiu envzones de Zimbawe, Rússia, Sri Lanka i la India. Històricament va ser explotat en dipòsits associats a dunites a Carolina del Nord (Estats Units) i a Ontario (Canadà). Als territoris de parla catalana ha estat descrita a Castellnou de Carcolze, a l'Alt Urgell.

## Usos
La qualitat de gemma del corindó es fa servir en joieria, però també hi ha qualitats inferiors que s'utilitzen per fer objectes decoratius com camafeus o escultures.
A més és un agent abrasiu de gran efectivitat, quan s'utilitza en els sistemes de SandBlast, per a preparació superficial de l'acer, al qual confereix característiques sobresortints de mal·leabilitat, i treballs de gravat artístic en cristalls, creant sota relleus amb gran facilitat fins i tot pot perforar i addicionant l'aigua, pot tallar els metalls amb ultra alta pressió, o l'anomenat ganivet d'aguts.

## Varietats
Les varietats més conegudes són el safir i el robí. El safir és descrit habitualment com a varietat blava del corindó, tot i que a vegades també s'inclouen altres colors dintre d'aquesta denominació. Existeixen diverses subvarietats de safir com ara el safir asterísmic, que presenta la propietat d'asterisme; el safir gat, una varietat de color negre o blau verdós; també el clorosafir, una varietat de color verd intens procedent de Drachenfels (Alemanya); finalment, també existeix el safir estrella, que presenta un motiu en forma d'estrella quan s'observa a través de l'eix c. El robí és una varietat gemma del corindó; presenta un color vermell com a conseqüència de petites quantitats de crom trivalent (3+) que es troba substituint l'alumini dins l'estructura cristal·lina. En termes gemmològics tradicionals, el robí ha de presentar una coloració vermell sang per a justificar el nom, tot i això, generalment s'assigna el nom "robí" al corindó amb colors vermells o vermellosos. Com a subvarietat del robí, es troba el robí estrella que, com en el seu anàleg del safir, presenta un motiu estrellat quan s'observa a través de l'eix c; també com a subvarietat es troba el robí trapiche, una varietat amb sis creixements radials, així com la barklyïta, una subvarietat amb una coloració magenta; va ser descrita originalment a Victoria, Austràlia. Altres varietats del corindó són l'espat adamantí, una varietat marró amb lluïssor sedosa; l'alexandrita blava, una varietat de color blau violàci; el corindó cròmic, varietat que presenta un contingut rellevant de crom; el foc glaçat de ledo una varietat gemma amb continguts de ferro i titani.

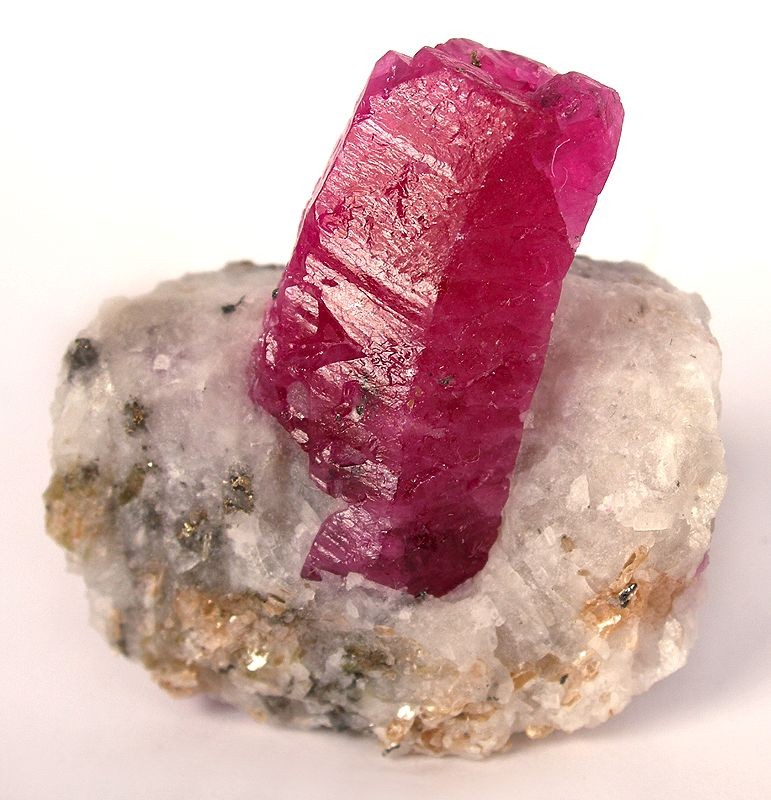
Corindó varietat robí
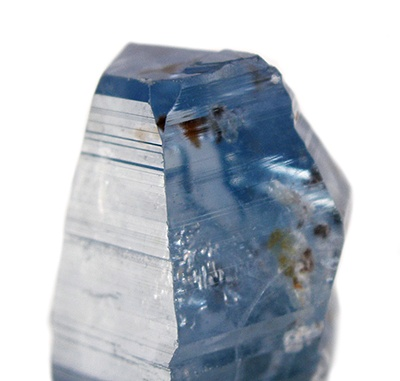
Corindó varietat safir

## Corindó sintètic

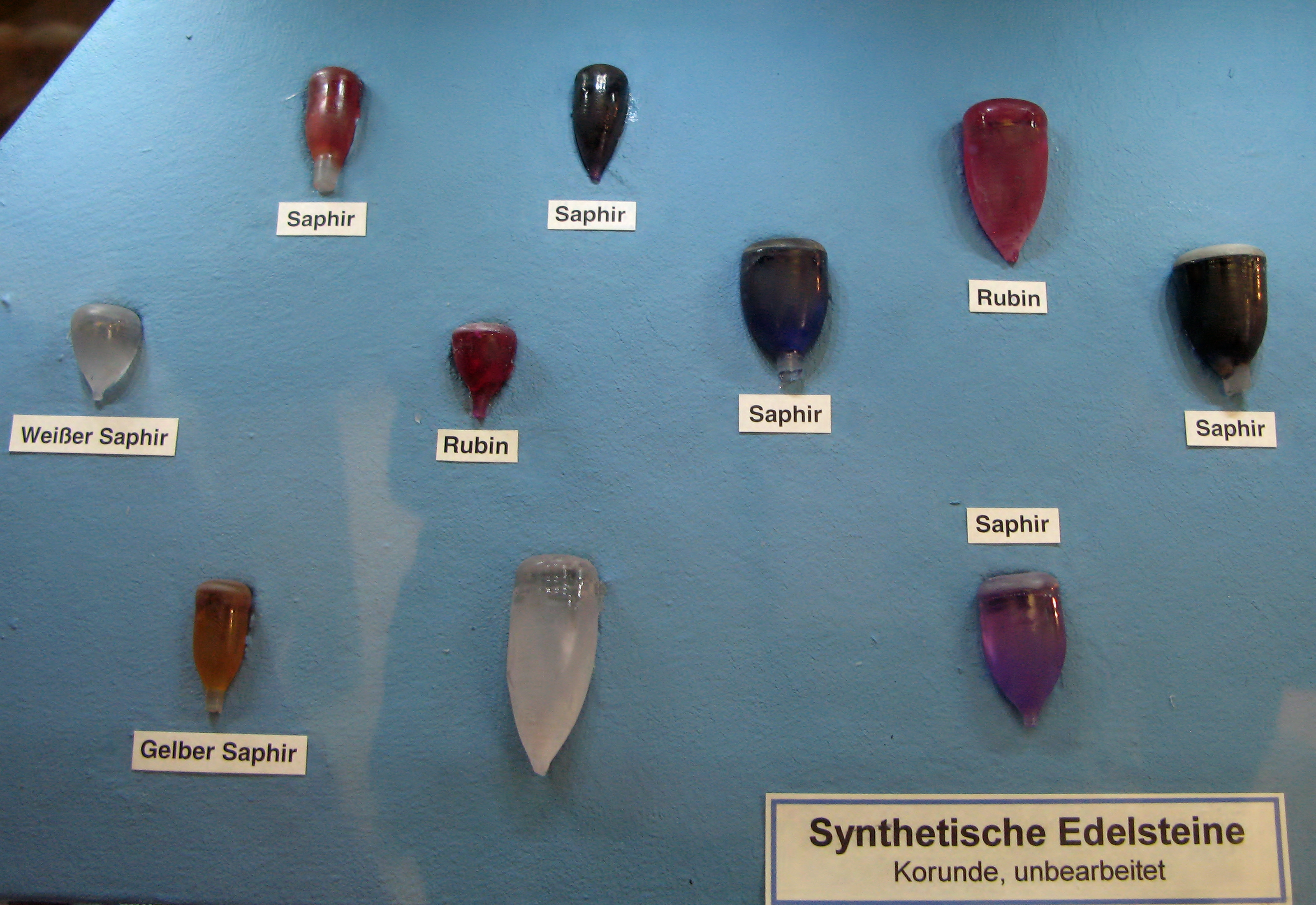
Diferents exemplars de corindons sintètics

Els primers robins sintètics els va produir Marc Antoine Gaudin el 1837 fusionant alúmina a altes temperatures amb petites quantitats de crom com a pigment. El 1847, Ebelmen va crear safirs blancs fonent alúmina en àcid bòric. En 1877, Frenic i Freil van fer corindó cristal·lí del qual es podien tallar petites pedres. Frimy i Auguste Verneuil van fabricar robins artificials fusionant BaF₂ i Al₂O₃ amb traces de crom a temperatures superiors als 2000 °C. El 1903, Verneuil anunciar que podia produir robins sintètics a escala comercial utilitzant aquest mateix mètode de fusió per flama.
El procés de Verneuil permet la producció de safirs perfectes de cristall-únic, robins i altres gemmes de corindó de mida molt més gran que el que normalment es troba en la naturalesa. També és possible crear corindó sintètic de qualitat gemma mitjançant creixement de flux i síntesi hidrotermal. A causa de la senzillesa dels mètodes emprats en la síntesi de corindó la seva disponibilitat ha augmentat significativament i el seu preu en conseqüència s'ha reduït notablement. A més dels seus usos ornamentals, el corindó sintètic també s'usa per produir peces mecàniques, material resistent a les ratllades (instrumental òptic, vidres de rellotge) i gràcies a la seva transparència a UV i IR en finestres de satèl·lits i naus espacials i components de làsers.